# Trinitatis Kirke (Fredericia)
 Denne artikel omhandler Trinitatis Kirke i Fredericia. For andre kirker med dette navn, se Trinitatis Kirke.
Trinitatis Kirke er en kirke i Trinitatis Sogn i Fredericia Kommune.
Som andre kirker inden for voldene i Fredericia har Trinitatis Kirke ikke noget tårn. Tårnet er udeladt, da et højt tårn ville være et oplagt mål at sigte efter udefra.

## Eksterne kilder og henvisninger
- Trinitatis Kirke Arkiveret 31. januar 2011 hos  Wayback Machine hos nordenskirker.dk
- Trinitatis Kirke hos denstoredanske.dk
- Trinitatis Kirke hos KortTilKirken.dk
- Trinitatis Kirke, Fredericia hos danmarkskirker.natmus.dk (Danmarks Kirker, Nationalmuseet)

- Wikimedia Commons har flere filer relateret til Trinitatis Kirke (Fredericia)